# ديانا غودمان
ديانا غودمان (بالإنجليزية: Diana Goodman)‏ هي صحفية نيوزيلندية، ولدت في 1952.